# Oos
L'Oos ou Oosbach est un sous-affluent du Rhin par la Murg, dans le nord de la Forêt-Noire, dans la région du Bade-Wurtemberg. Les Celtes auraient nommé ce cours d'eau « Ausawa », ce qui signifie « eau scintillante, brillante ».

## Géographie
La longueur de son cours d'eau est de 25,195 km.
Elle traverse Baden-Baden et puis se jette dans un canal latéral de la Murg, près de Rastatt.
La source de l'Oos se situe dans le piémont de la Forêt-Noire, en dessous de l'auberge de Scherrhof, à environ 700 m d'altitude. Plusieurs petits ruisseaux, ne portant pour la plupart pas de nom, se rejoignent dans cette zone pour former l'Oos ; les plus gros sont le Scherrbach et le Kälberwasser. Cette zone est une importante source d'eau potable, qui est stockée dans de grandes citernes.

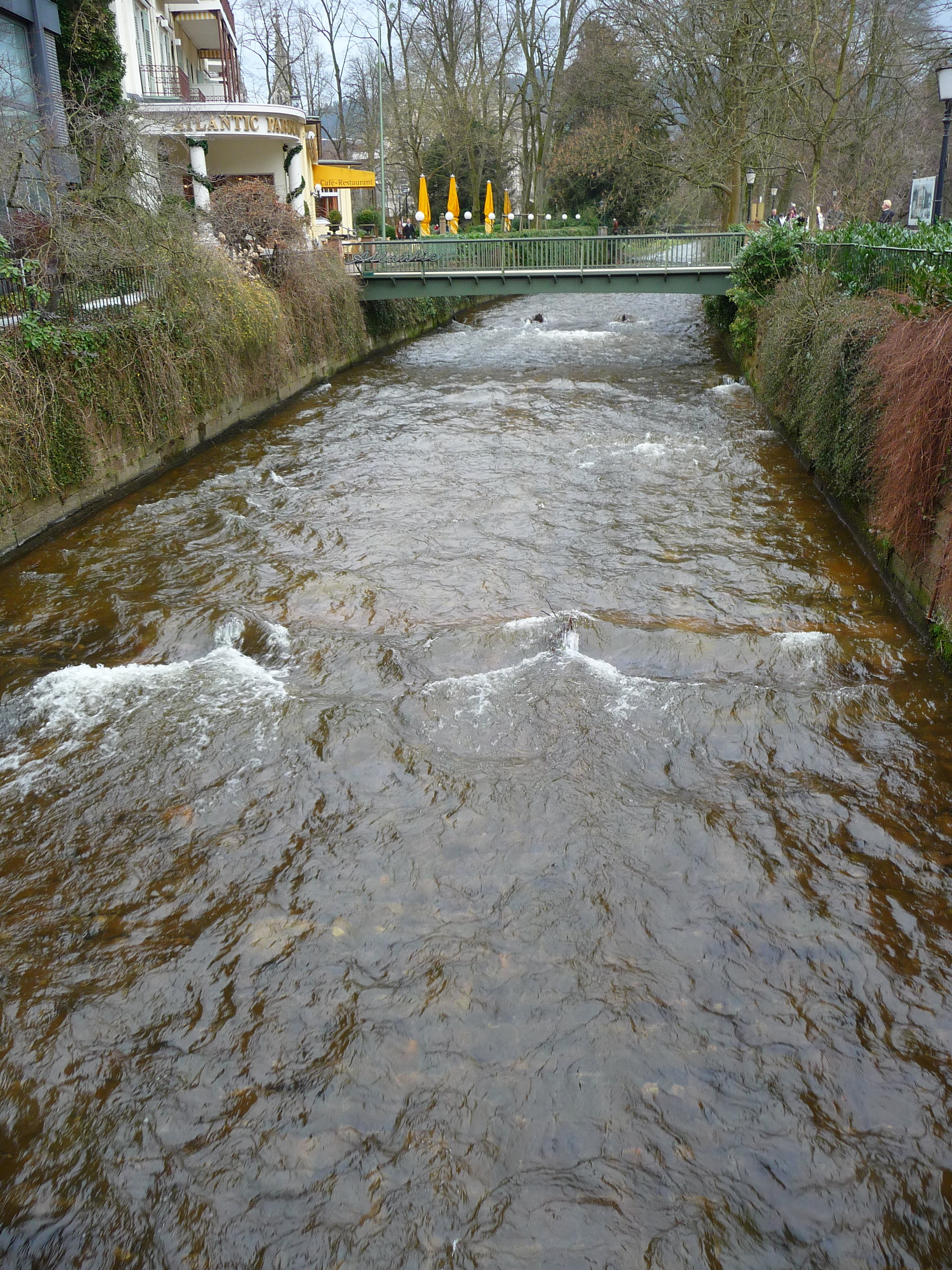
Vue de l'Oos depuis le pont Reinhard-Fieser à Baden-Baden.